# Ricardo Rodríguez Sifrés
Ricardo E. Rodríguez Sifrés (Santiago de Chile, 1946 - Santiago de Chile, 14 de enero de 2019) fue un periodista, escritor, historiador y revolucionario chileno.

## Biografía
Cada uno de sus padres era empleado de banca. Uno de sus abuelos era andaluz y el otro catalán. Fue un ávido lector. Estudió en la escuela Gabriela Mistral y posteriormente en el Instituto Nacional y en la Escuela Militar. Se casó con 24 años y tuvo cuatro hijos, así como otros dos de otras relaciones.
Desde muy joven militó en organizaciones comunistas y trabajó en diversas emisoras; en 1964, con diecisiete años solamente, abandonó Chile y recorrió todo México vendiendo enciclopedias para la Editorial Cumbre; después recorrió EE. UU. y Canadá; más tarde fue a Europa y viajó extensamente por todos sus países y por el norte de África hasta llegar a Egipto. En España comenzó a estudiar periodismo en la Universidad de Navarra (Pamplona). Conoció en persona la Revolución cultural en la China de Mao y dejó la carrera de periodismo en España para participar en las revueltas de mayo de 1968 en París. En 1969 hizo a pie el camino entre Barranquilla (Colombia) y Chile, y en los años setenta regresó a su país y colaboró con el Gobierno de Salvador Allende.
Tras el golpe de estado del general Augusto Pinochet en septiembre de 1973, fue detenido y torturado en el tristemente célebre Estadio Nacional de Santiago de Chile; pero logró fugarse y se refugió en la embajada de Suecia (según otras fuentes, en la de Panamá), aunque contrajo una severa tuberculosis.
Se exilió y estuvo en San Francisco y después en Londres. Minado por la tisis, llegó a pesar 36 kilos y a ser considerado un enfermo terminal. Sin embargo, pudo reponerse lentamente tras ocho meses de tratamiento en una clínica británica de la costa noroeste. Narró su experiencia chilena y la de otros en la represión del Chile pinochetista novelada en dos libros: ¿Cuántas veces en un siglo mueve sus alas el colibrí? (1999) y La ruta del esqueleto (2006).
Apoyó la Revolución sandinista en Nicaragua como redactor de sus periódicos Barricada y El Nuevo Diario y como director en Managua de Radio Venceremos; después la del Frente Farabundo Martí en El Salvador.
En 1991 regresó a Chile a pesar de haber sido condenado al ostracismo durante 25 años. Fue arrestado de inmediato, se le liberó por presiones de la ONU. No habiendo encontrado espacio en el "nuevo" Chile, volvió a abandonar el país y sus últimos años discurrieron en Barcelona, junto a su mujer y su hijo pequeño. Allí dedicó ocho años a escribir una biografía de Stalin que rectificase las falsedades, distorsiones y ocultaciones de hechos históricos que encontró en la visión occidental de su biografía, algo que también emprendieron su amigo Anselmo Santos,Ludo Martens y Doménico Losurdo. Este libro no constituye una apología hagiográfica de Stalin, pues no duda su autor en reconocer los errores de su gobierno explícitamente en reiteradas ocasiones (“hubo muchas equivocaciones, errores, derrotas, arbitrariedades, violencia, injusticias, avances y retrocesos”, p. 55, y también en p. 41, 56-58, 467). Además no duda en emplear fuentes claramente críticas con la obra política de Stalin (entre otros, Robert Conquest, los hermanos gemelos Zhores A. y Roy Medvedev, Walter Lacqueur o Donald Rayfield).
En los dos tomos que le ocupó estudió las purgas de sus adversarios, los juicios, su relación con Bujarin, Kruschev, el general Iosif Rodionovich Apanasenko, el conde Folke Bernadotte, el mariscal Mijaíl Tujachevski, el ingeniero Nikolai Baibakov etcétera. Asimismo discute algunas de las tesis de Alexander Solzhenitsin, las relaciones de Stalin con la Iglesia Ortodoxa y el patriarca Serguéi (más conocido como Alejo I de Moscú) y el sentido de la Oda a Stalin de Pablo Neruda.
Volvió a Chile en 2018 y se instaló en una cabaña del bosque; pero fue atacado por un perro pit bull, no se pudo recuperar y falleció un mes después, en 2019.

## Obras
- ¿Cuántas veces en un siglo mueve sus alas el colibrí?. Tafalla: Editorial Txalaparta, S. L., 1999.
- El desafío de Ben Laden, Tafalla: Editorial Txalaparta, S. L., 2002.
- La ruta del esqueleto, Tafalla: Editorial Txalaparta, S. L., 2006.
- Stalin insólito. Editorial Templando el acero, 2017, 2 vols.